# 滇南蒴莲
滇南蒴莲（学名：Adenia penangiana），为西番莲科蒴莲属下的一个植物种。